# .22 Winchester Centerfire
.22 Winchester Centerfire (.22 WCF) невеликий набій центрального запалення представлений в 1885 році для використання в однозарядній гвинтівці Winchester Модель 1885. Заводське виробництво набою припинили в 1936 році. Куля набою .22 WCF важила 3 г і могла досягти швидкості до 472 м/с, що за продуктивністю було схоже на набій .22 Winchester Rimfire (.22 WRF) розроблений в 1890 році.
Експерименти над набоєм .22 WCF серед цивільних розробників кустарних набоїв та в армії США на заводі Springfield Armory в 1920-х роках призвели до появи набою .22 Hornet.

## Джерело
- Barnes, Frank C., Cartridges of the World, Northfield, IL: DBI Books, 1972. ISBN 0-695-80326-3.